# میخالیس کونستانتینو
میخالیس کونستانتینو (یونانی: Μιχάλης Κωνσταντίνου؛ زادهٔ ۱۹ فوریهٔ ۱۹۷۸) بازیکن فوتبال اهل قبرس بود.
از باشگاه‌هایی که در آن بازی کرده‌است می‌توان به باشگاه فوتبال المپیاکوس، باشگاه فوتبال پاناتینایکوس، باشگاه فوتبال آنورتوسیس فاماگوستا، باشگاه فوتبال انوسیس نئون پارالیمنی، باشگاه فوتبال اومانیا، باشگاه ورزشی لیماسول، و باشگاه فوتبال ایراکلیس ۱۹۰۸ اشاره کرد.
وی همچنین در تیم ملی فوتبال قبرس بازی کرده‌است.